# Isuzu Serie N
El Isuzu Serie N, (Japonés: いすゞNシリーズ), dentro de Japón se conoce como Isuzu Elf (Japonés: いすゞ・エルフ), es una serie de camiones medianos de carga producido por Isuzu desde 1959. El Elf se vende como Elf en algunos mercados, aparte del japonés doméstico, como México e Indonesia, pero en la mayoría de los mercados de exportación se llama Isuzu N-series.

## Historia

### Primera generación (1959-1965)

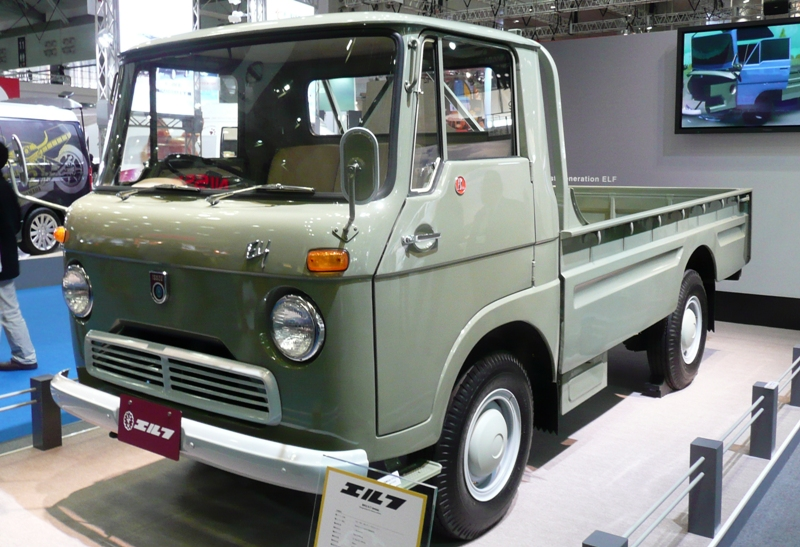
Primera generación de la Serie Isuzu Elf

La primera generación de este vehículo se lanzó de manera oficial el 27 de agosto de 1959 como el modelo ELF TL221. Este vehículo se ofrecía en presentaciones de 2 toneladas de capacidad y estaba propulsado por un motor gasolina de 1,5 litros y 60 Hp.(44 kW). Era un camión muy revolucionado para esa época tanto por la forma de su cabina como por su capacidad ya que permitía transportar más carga, y sobre todo en un camión pequeño que otros aparatos de la competencia. También se ofreció con un chasis más largo (2460mm. contra 2180mm. del modelo normal) llamándose el ELF TL251, por el código del chasis.
En marzo de 1960 se introduce al mercado doméstico (japonés) un nuevo motor diésel de 2 litros y 52 Hp. (38 kW) denominado el ELF TL121/151 convirtiéndose así en el primer camión de su clase en el Japón, a lo que este fue seguido por los competidores de Isuzu. Para 1962 los motores fueron actualizados, pasando ahora a tener 55 y 72 Hp. (40 y 53 kW.) respectivamente, por lo cual los chasis pasaron a tener los códigos TL321 y TL351 para las versiones diésel, reflejado en la instalación del nuevo motor DL201.
Un poco más tarde, se reordenaron los códigos de chasis y ahora pasaron a llamarse TLG10/11 para los modelos a gasolina y TLD10/11 para los diésel. En 1964 el modelo de chasis largo pasó a ser modelo estándar, mientras que en ese mismo año, el motor se actualizó a 2,2 litros y 62Hp (46 kW) llamándose C220. un año después, el frontal se rediseñó, ahora con faros dobles.
Isuzu terminó ofreciendo una amplia variedad de carrocerías para el primer Elf. Era la cama integrada original, así como una variante de camión plataforma independiente con adrales. Hubo una versión de doble cabina disponible, así como la carrocería especial para fines dedicados tal como un camión de furgón, un volquete y un camión cisterna. Hubo también un modelo "Ruta Van" con un compartimiento acristalado en la parte trasera y asientos ya sea de tres o seis, así como el "Elf Bus" que estaba disponible desde 1960. El autobús Elf Light ha integrado la carrocería y la larga distancia entre ejes y los asientos de 21 pasajeros (códigos de chasis BL171/271 para el diésel/gasolina), mientras que el modelo Elf Micro Bus encaja en la ranura muy estrecha entre la Van y la Light Route Van. El Micro Bus originalmente tenía la carrocería de la Route Van, pero estaba más orientado a los pasajeros (con capacidad de 12 o 15). Llevó los códigos de chasis TL121/151/221/251b, y desde 1961 recibió su propia carrocería trasera con mayor acristalamiento. El autobús Elf más tarde se convirtió en su propia línea, llamada el Isuzu Journey.

### Segunda generación (1967-1975)

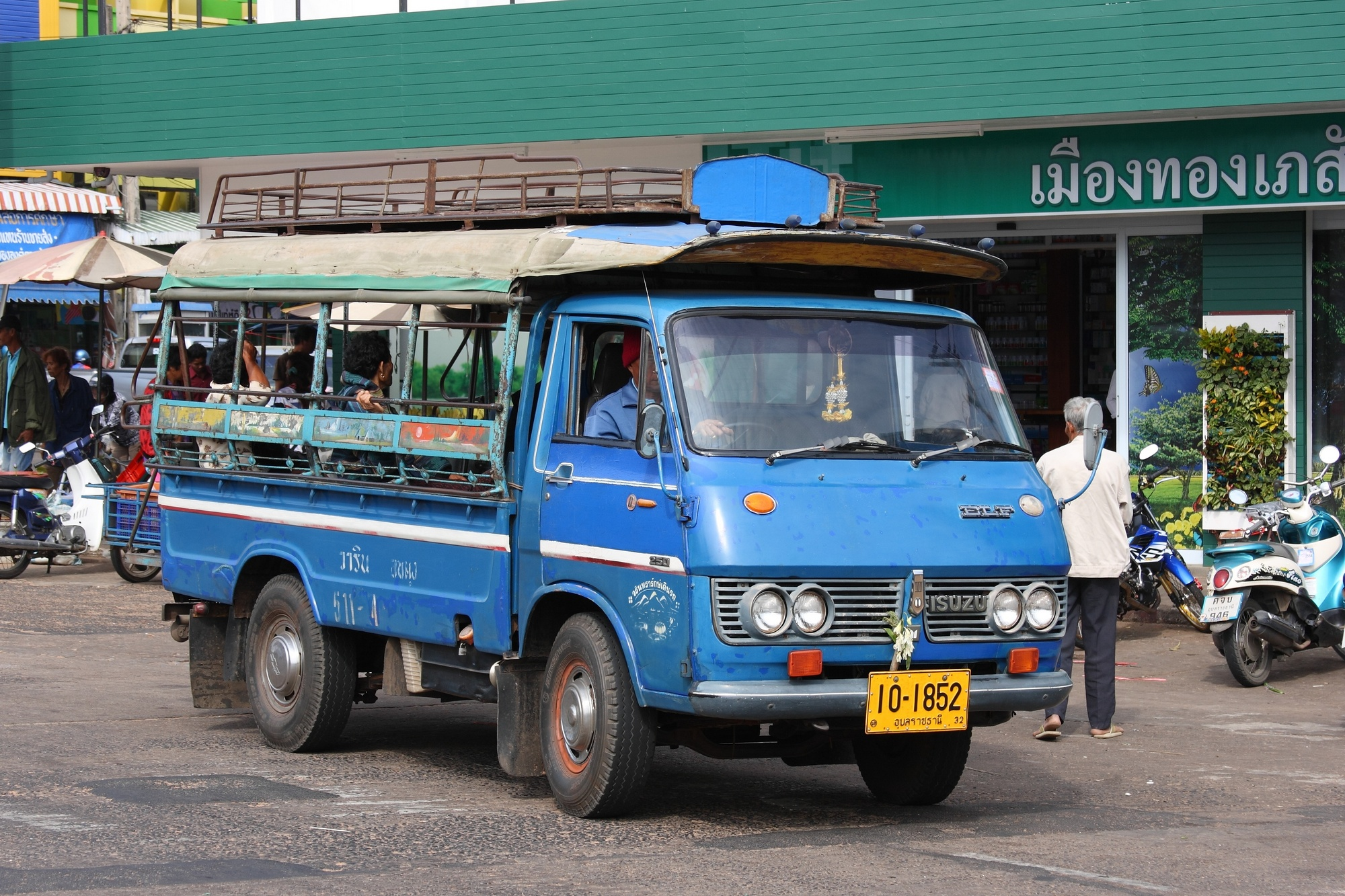
Segunda generación de la Serie Isuzu Elf

En agosto de 1967 se añadió el nuevo "Isuzu Elf Light" a la línea existente; esta versión más ligera fue clasificada para una carga útil de 1,25 toneladas. Tenía faros redondos individuales y un código de chasis KA-series.; llegó con el mismo motor G150 1471 cc como instalado en el período de Isuzu Bellett, proporcionando 68 CV (50 kW). Este fue el primero de los Elf de segunda generación que se introdujeron, mientras que los modelos de servicio mediano y pesado pronto siguieron y sustituyeron a todas las variantes de la primera generación.
En abril de 1968 la segunda generación del Elf apareció (serie TL21/TLD21). Una furgoneta recorrido ("Elf Hi-Roof") también se introdujo, también por primera vez a Japón. En septiembre de 1969 el modelo Elf Light fue aumentado a 1,5 toneladas y ahora ofrece un motor más potente de 1,6 litros (G161AB) con 75 CV (55 kW). En octubre de 1970 esta parte de la gama se convirtió el Elf 150 mientras que el Elf regular (2-2.5 toneladas) se convirtió en el Elf 250; el 250 se actualiza a un motor diésel de 2,4 litros. Esto se combinó con la introducción de la variante más pesada, 3,5 toneladas llamada Elf 350. Esta re-vibración de la alineación fue luego seguida por la muy moderna Elf Mi-Pack en abril de 1972. El Mi-Pack fue un frente modelo de la unidad -wheel con un piso de carga plano y bajo, sólo 450 mm (18 pulgadas) del suelo. Debido a su alto precio combinado con la renuencia del cliente a un camión de tracción delantera que se retiró después de sólo unos pocos años en el mercado. En lugar de ello se añadió un modelo de piso bajo de la Elf 150 a la alineación en 1974, con neumáticos traseros hermanados pequeños.
El modelo más pesado Elf 350 no fue reemplazado de inmediato, pero continuó en producción hasta el año modelo 1980, cuando en febrero de un modelo 350 de la tercera generación Elf fue introducida ("350 Wide").

### Tercera generación (1975-1984)

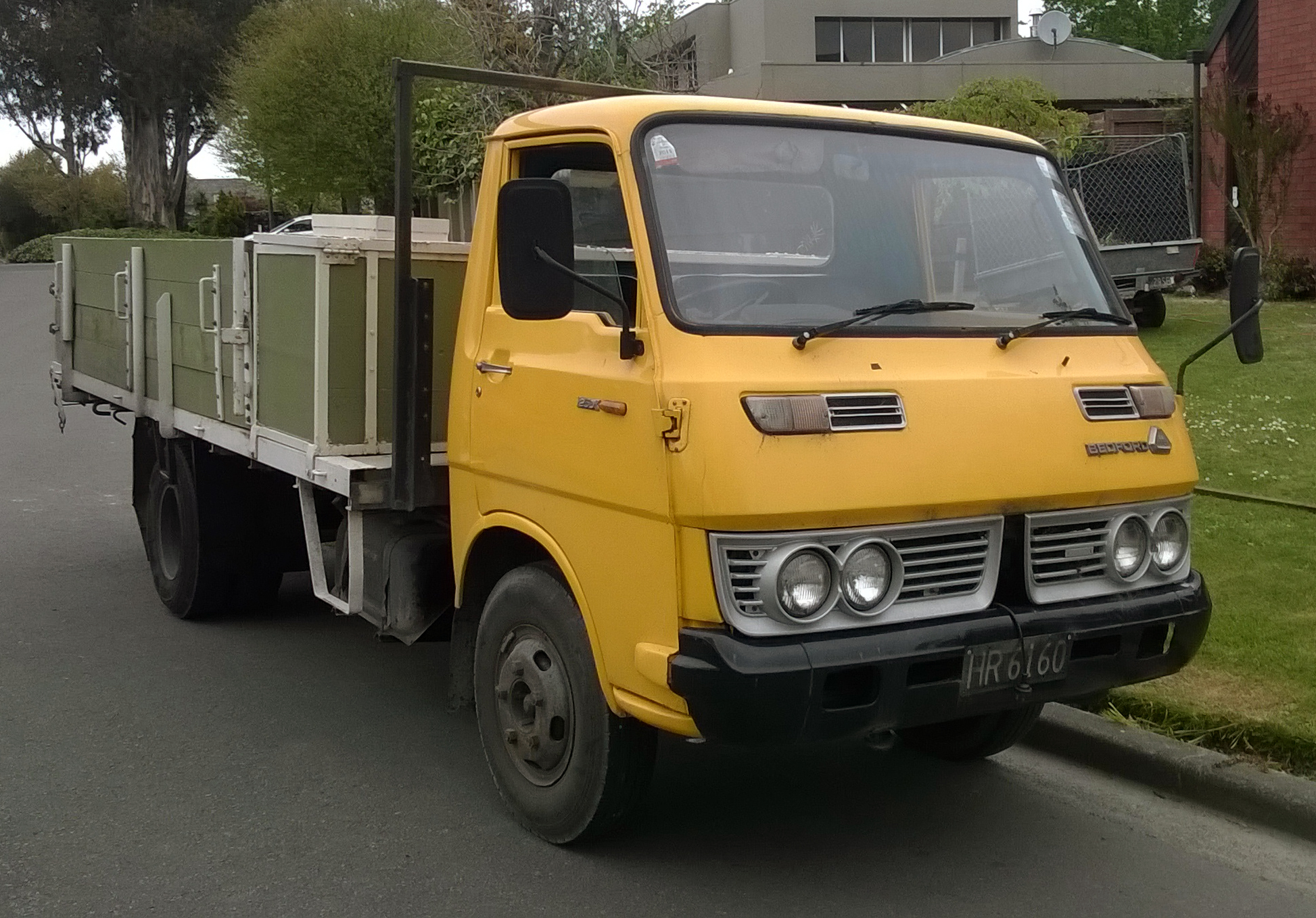
Tercera generación de la Serie Isuzu Elf

La tercera generación del Elf llegó en junio de 1975, en formas 150 y 250. Fue apodado "Tora-san" después de que Kiyoshi Atsumi (un famoso actor de cine y TV japonés) era el personaje más querido que supuestamente parecía. En enero de 1977 hasta 250 fue introducido el modelo de baja plana, seguido en 1978 por un lavado de cara y una parrilla delantera alterado. En 1979 una más grande la versión 3.3 litro de la de dos toneladas (4.400 libras) se introdujo Elf 250, llamado "250 Super Elf". También hubo una versión de "Elf 150 Super", que tiene el motor diésel de 2,4 litros más grande C240 Por lo general el que se instaló en el Elf 250.[cita requerida] En 1978 Isuzu Elf millonésima Su También vendido.[cita requerida] En enero de 1980 el Elfo se actualizó para satisfacer de Japón 1979 Emisiones Normas, que también fue Cuando el diseño fue cambiado para adaptarse a una cabina basculante. El Elfo 250 y 350 Wide ancha se añadieron, con los códigos de chasis respectiverly KT y SK, es decir, la segunda generación Efe que 350 podría ser finalmente retirados. El Elf cabina ancha tiene una cabina 1910 mm (75 pulgadas) de ancho, en lugar del 1,690 mm (67 in) utilizado en la TL y KA serie Elfs.[cita requerida]
En 1981 la gama Elf sometió a otra cirugía estética, con un tablero de instrumentos actualizado también. Para la tercera generación Elf los motores diésel se había modernizado para más facilidad de operación, mientras que a continuación, un motor diésel de inyección directa más pequeño del mundo - el 4BC2 3,3 litros -. Fue también introdujo[cita requerida] Llegó en 1982 y reemplazó a los menos poderosos 4BC1 que había aparecido en 1979. En marzo de 1983 los motores diésel modificados fueron de nuevo, lo que refleja los nuevos estándares de emisiones japonesas para vehículos comerciales. Mientras que la tercera generación fue mayormente reemplazado Elf en 1984, la "Ruta Van" (de tres o seis plazas van versión) continuaron en producción hasta la década de 1990. Con la misma carrocería También hubo una versión de autobús más habitable disponible; Esto fue puesto como el Isuzu Viaje S y fue construido en Elf 150 base (KAD51ZB).[cita requerida]
Este modelo inicialmente se encontraba disponible en Japón, Hong Kong y en otras naciones del sureste asiático, y a mediados de los 80, El modelo se hizo el reemplazo natural de los de la serie Elf & N a los de la serie de camiones que le reemplaza, siendo su similar el Isuzu Truck su sustituto; cuando dicho modelo estuvo disponible para todo el mundo, desde fines de los años 80. Aparece por primera vez para América en los Estados Unidos, para posteriormente ser comenzada a distribuir en naciones como Colombia (actualmente se vende con las contramarcas de Chevrolet y varios distintivos, como el de "Con tecnología Isuzu"), Chile, y en el Perú (bajo la marca Chevrolet, como sucede en Colombia), y en otras naciones.
Para el Mercado Común Andino (en los que se incluye Chile y Perú), el proceso de ensamblaje y producción es llevado a cabo en las instalaciones de GM Colmotores en Bogotá; y son denominadas localmente como Serie N Reward, y en Colombia es líder del mercado (tanto en camiones como en chasis de midibus/buseta), con unas ventas anuales de entre 20000 a 60000 unidades de este reputado modelo, el cual se fabrica casi en su totalidad desde 1991, con una tasa de producción creciente dadas las necesidades del mercado colombiano y de otros clientes externos para este camión ligero.
En Malasia, este camión es manufacturado por la firma local Heavy Industries Corporation of Malaysia (o HICOM) bajo el nombre de HICOM Perkasa, pero curiosamente portando el distintivo de la Serie N de Isuzu. Su fabricación empieza en 1958, siendo entregadas las primeras unidades en el mercado asiático. En Australia se consolidaría otro mercado importante para la Serie Elf y la Serie N -gracias a las excenciones arancelarias a las que tendrán derecho por usar partes de manufactura local desde los años 70 al usar componentes hechos localmente- que le harían un camión insustituíble en las rutas de Australia gracias a asu economía y robustez.
En Indonesia, los camiones Isuzu Serie N no son solamente usados como camiones, sino que se usan también como microbuses, los que son carrozados por productores de carrocerías locales. Las versiones con tracción en las 4 ruedas, como la NHR-55 y el NKR-55 se suelen ver comúnmente como buses de visitas guiadas o transportes para turistas, a su vez como buses escolares, y transportes corporativos.
En los Estados Unidos, Japón y en otras naciones, sus principales competidores son el Bering MS, las serie Mitsubishi Fuso FE y la serie de camiones UD 1200/1300/1400, Mitsubishi Fuso Canter, Nissan Atlas, Toyota Dyna y la serie Hino Dutro.

### Cuarta generación (1984-1993)

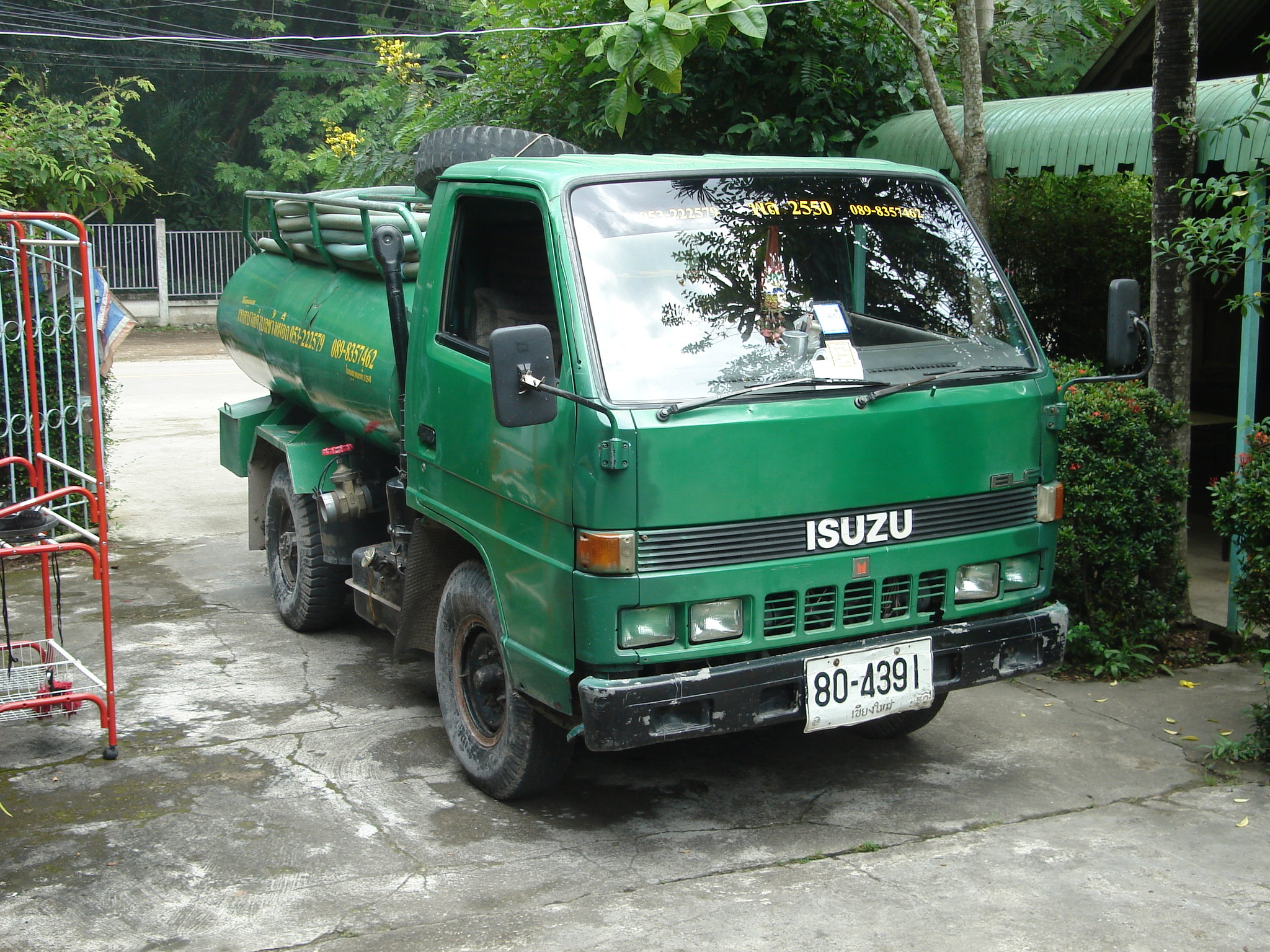
Cuarta generación

La gama Elf de cuarta generación apareció en julio de 1984. El Elf fue exportado ampliamente en todo el mundo y fabricado en varios países diferentes.

### Quinta generación (1993-2006)

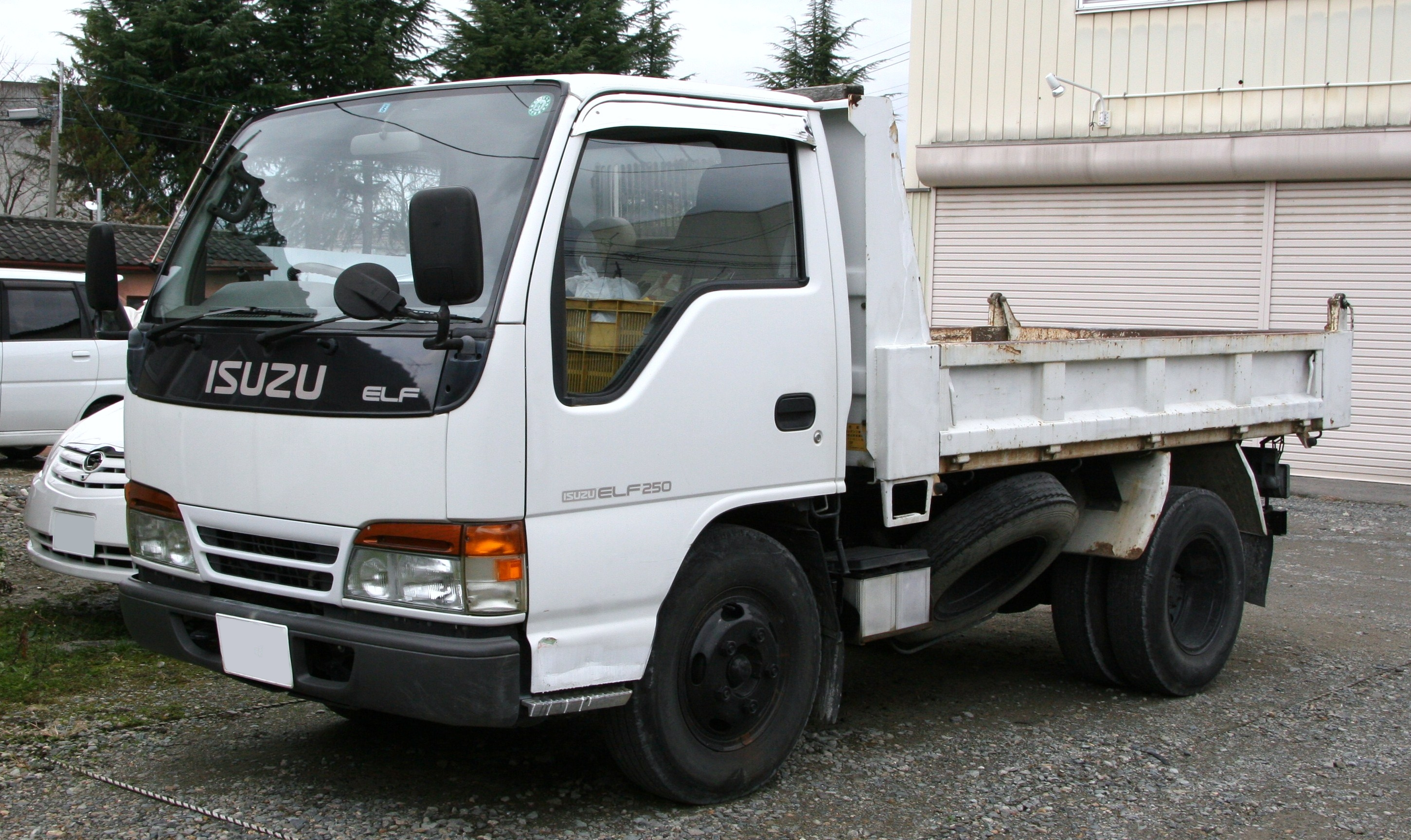
Quinta generación

La quinta generación del Isuzu Elf apareció en julio de 1993, con más faros esculpidos.

### Sexta generación (2006-actualidad)

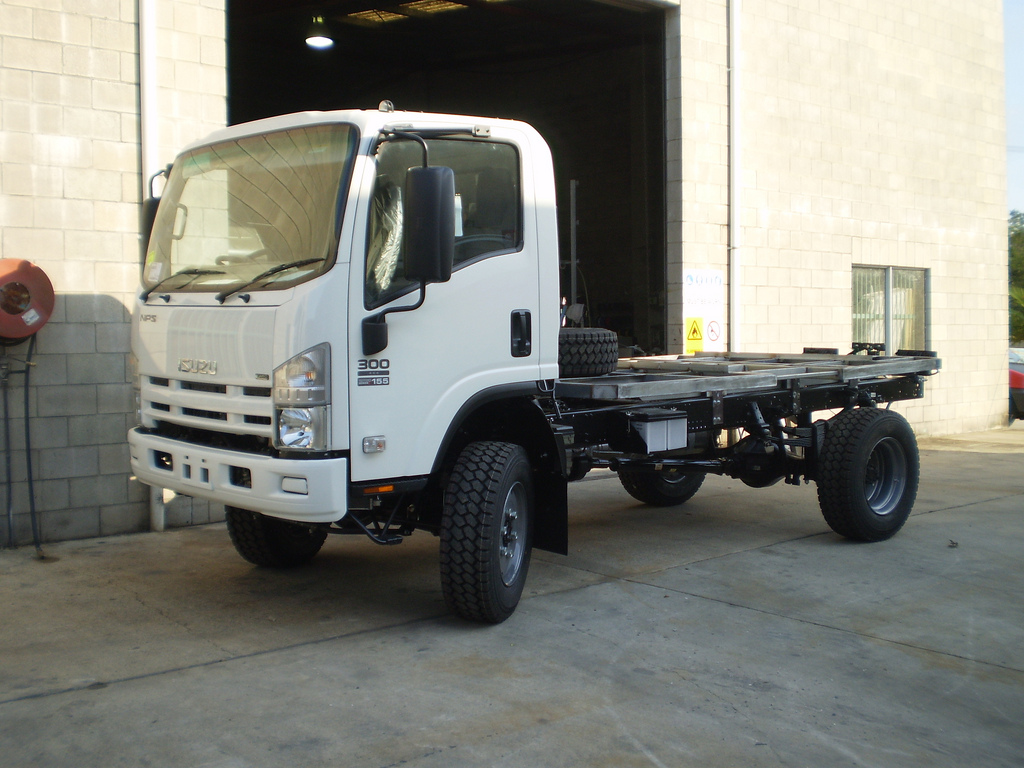
Sexta generación

La sexta generación apareció el 2006, reemplazando a la quinta generación de la serie N. También fueron armados en Colombia (que se distribuyen posteriormente a Latinoamérica) bajo el nombre de Chevrolet NKR, NPR o NQR.

## Modelos

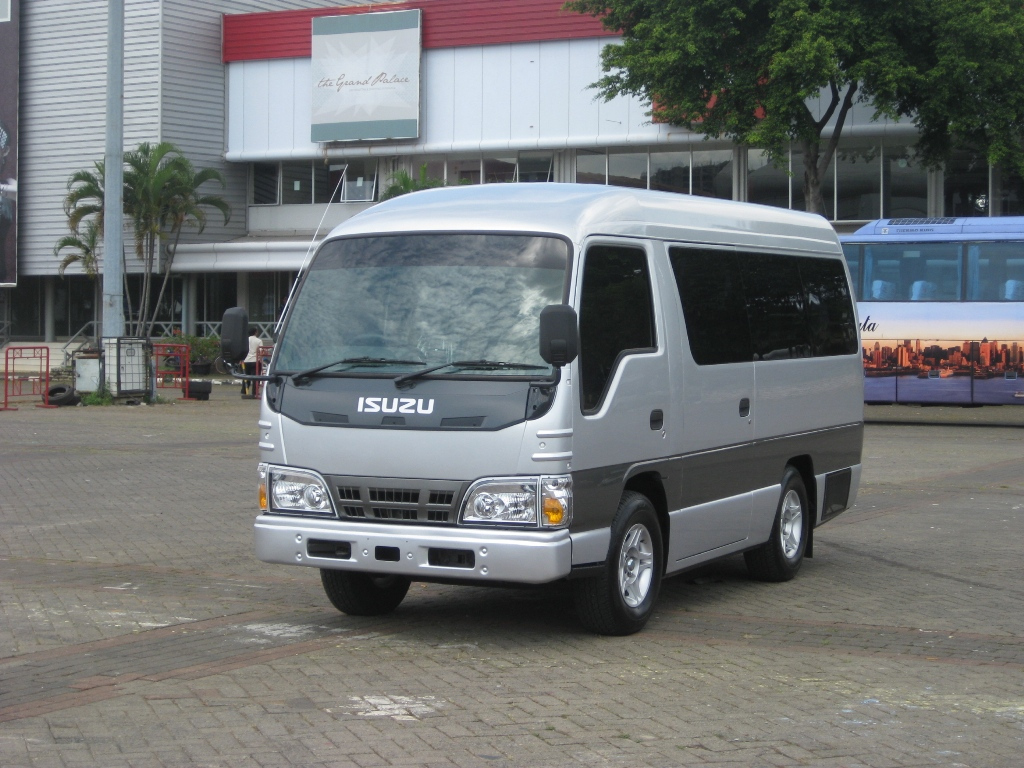
Microbús NKR55, montado en el chasis de un Isuzu Elf.

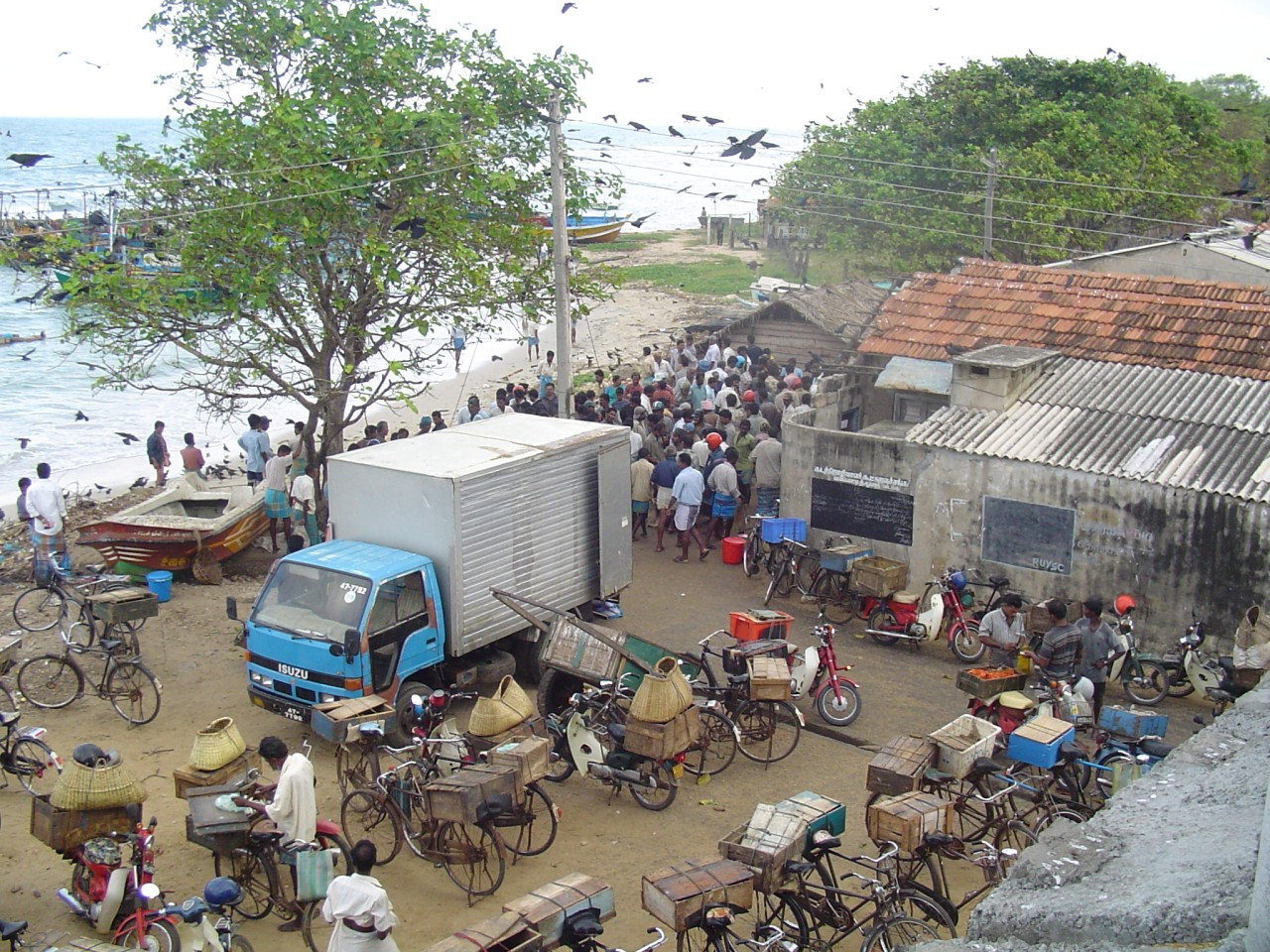
Un camión Isuzu Elf en el mercado de pescado de Valvettithurai en Sri Lanka, circa mayo de 2004.

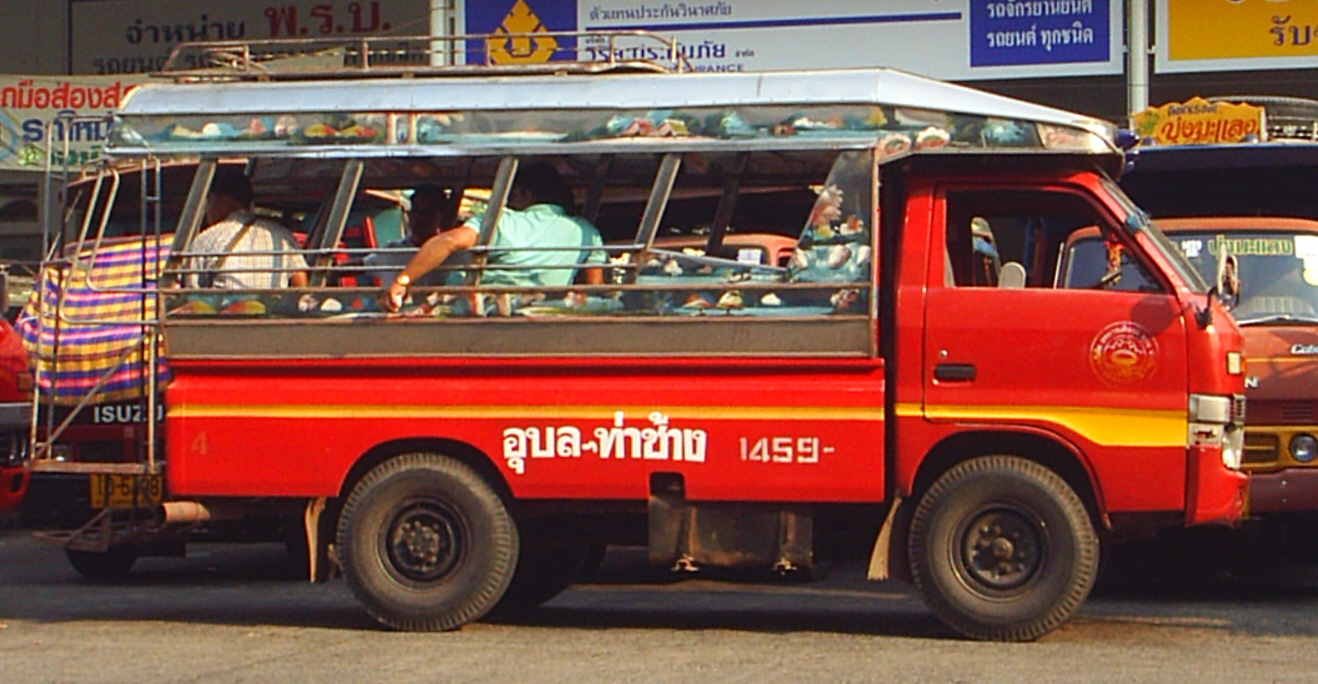
Un camión Isuzu Elf en Tailandia, usado como un Songthaew.

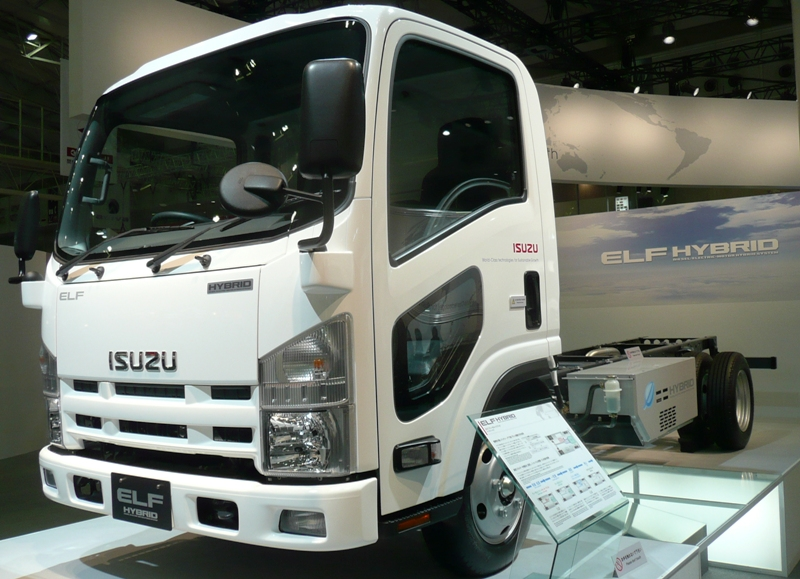
Un camión Isuzu Elf Híbrido de Diésel/GNC.

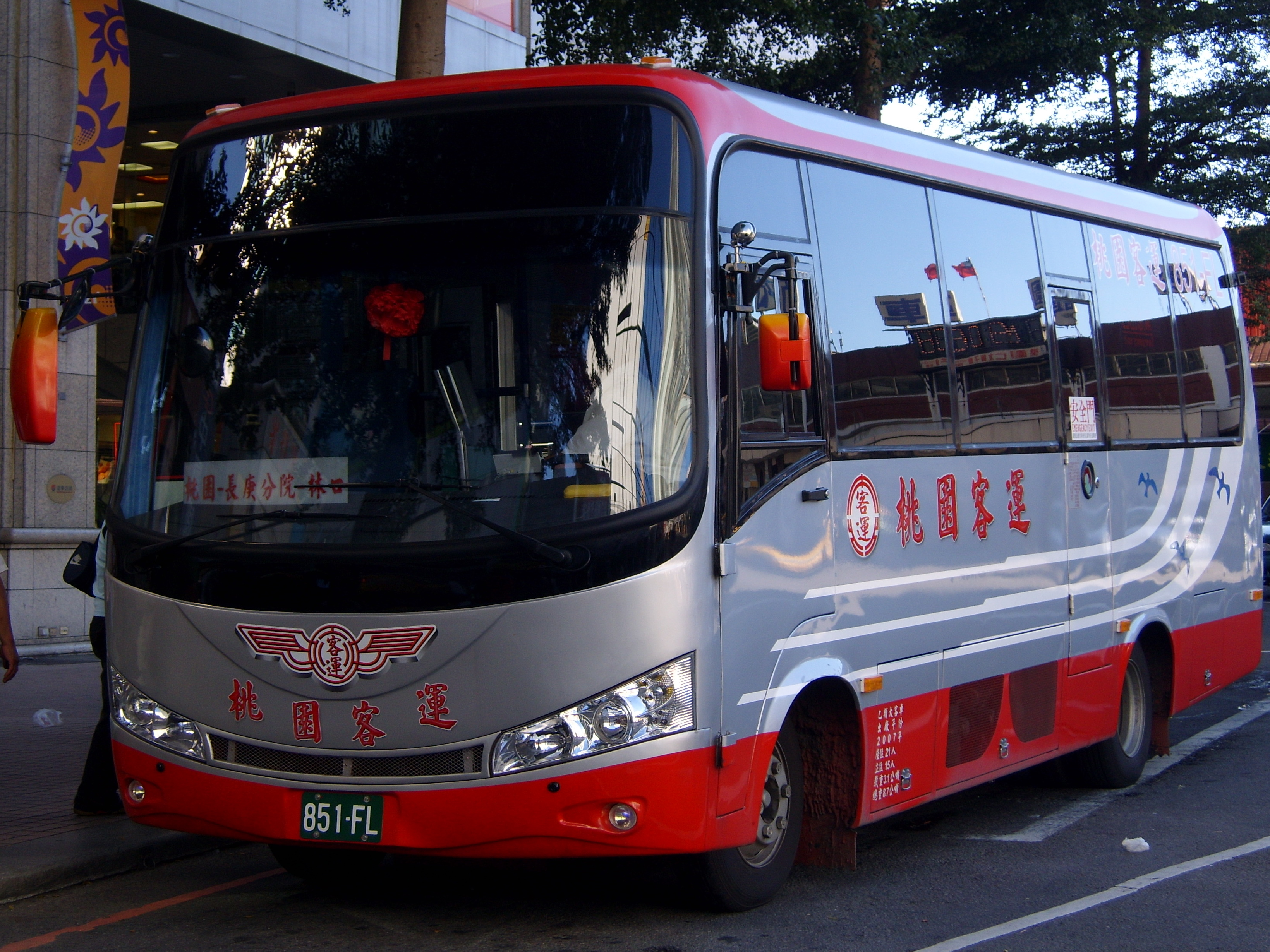
Un Minibus Isuzu NQR modelo 2007, en Indonesia.

### En Japón
- ELF Cabina Estándar 2WD
- ELF Cabina Estándar 4WD
- ELF Cabina Estándar 2WD
- ELF-Mini Cabina Estándar 4WD
- ELF-High Cabina Estándar 2WD
- ELF-Maxi Cabina Estándar 4WD
- ELF-Wide Cabina doble 2WD
- NPS-Wide Cabina doble 4WD

### En Colombia
Representada por https://www.busesycamioneschevrolet.com.co/ de GM para vehículos de carga pesada
- NHR Cabina Estándar 2WD
- NHR Cabina Doble. 2WD
- NLR Cabina Estándar 2WD Lanzado el 4 de febrero de 2022
- NKR Cabina Estándar 2WD
- NPR Cabina Estándar
- NPS Cabina Estándar
- NQR Cabina Estándar 2WD
- NKR Cabina Estándar 2WD (con pacha)
- NKR Cabina Estándar 2WD (con pacha)
- NKR Cabina Estándar 2WD
- NQR Cabina Estándar
- NRR Cabina Amplia 2WD REWARD Lanzado julio de 2021

- FRR Cabina Estándar 2WD
- FTR Cabina Estándar 2WD
- FVR Cabina Estándar 2WD
- FVZ Cabina Estándar 4WD (Cuenta con 6 ruedas)

### En Filipinas
- NHR Cabina Estándar (Vagón pequeño, de 6 puestos)
- NHR i-VAN (Van de Pasajeros, 16-18 puestos.)
- NKR Cabina Estándar (Vagón pequeño, de 6 puestos.)
- NPR Wide Cabina ampliada (5 Puestos.)
- NQR Wide Cabina ampliada (Mediana, 6 puestos.)

### En Estados Unidos y Canadá
- NPR Diésel & Gas (EE. UU.)
- NQR Diésel & Gas (EE. UU.)
- NRR

### En México
- ELF200 (NHR)
- ELF300 (NKR)
- ELF400 (NPR)
- ELF500 (NQR)
- ELF600 (NRR)

### Indonesia
- Elf NHR55 4 Ruedas
- Elf NKR55 4 Ruedas (producida desde 2007, en Rusia también.)
- Elf NKR66 6 (Dos en el eje delantero, cuatro en pares en el eje trasero, producida desde 2006.)
- Elf NKR71 6 (Dos delanteras, cuatro en pares en el eje trasero, producida desde 2006.)

### Australia
- NLR 200
- NPR 200
- NPR 275
- NPR 300
- NPR 300 CREW
- NQR 450
- FRR 500